# Brian Marsden
| Odkryte planetoidy: 1 | Odkryte planetoidy: 1 |
| --------------------- | --------------------- |
| (37556) Svyaztie      | 28 sierpnia 1982      |
| 1.                    |                       |

Brian Geoffrey Marsden (ur. 5 sierpnia 1937 w Cambridge, zm. 18 listopada 2010) – brytyjski astronom, specjalista w dziedzinach mechaniki nieba i astrometrii, wieloletni dyrektor Minor Planet Center, współodkrywca planetoidy (37556) Svyaztie (wspólnie z Nikołajem Czernychem).

## Życiorys
Był synem Thomasa Marsdena (nauczyciela matematyki w miejscowym liceum) i Eileen West. Jego pasja dla astronomii – jak sam powiedział – zrodziła się, gdy miał pięć lat, kiedy to jego matka zachęciła go do oglądania zaćmienia Słońca w 1942, co rozbudziło zafascynowanie możliwością przewidywania zjawisk astronomicznych, kierując zainteresowania na drogę późniejszej kariery naukowej.
Uczęszczał regularnie na sesje British Astronomical Association i, mając szesnaście lat, rozpoczął współpracę z sekcją obliczeń tego stowarzyszenia. Tworzył efemerydy zjawisk wzajemnych zaćmień w układzie Galileuszowych księżyców Jowisza oraz powrotów niektórych komet okresowych. Jeszcze przed podjęciem nauki w szkole wyższej został członkiem młodzieżowej sekcji Royal Astronomical Society.
Gdy ukończył matematykę na Oxfordzie, już cieszył się międzynarodową sławą badacza przewidującego powroty komet. W 1959, po skończeniu studiów, znalazł zatrudnienie w Obserwatorium Uniwersytetu Yale, gdzie korzystał z mocy obliczeniowej komputera IBM 650, by kontynuować obliczenia orbit komet. Na Uniwersytecie Yale otrzymał również doktorat, po obronie pracy „The Motions of the Galilean Satellites of Jupiter”.
Od 1965 pracował w Smithsonian Astrophysical Observatory w Cambridge (w stanie Massachusetts) zaproszony tam przez Freda Whipple’a. Marsden przedstawił zasady obliczania perturbacji, które uwzględniają w równaniach ruchu komet (według mechaniki keplerowskiej) przyśpieszenie wynikające z tzw. efektów niegrawitacyjnych. Wyjaśnił, że strumienie materii wyrzucane w związku z odparowywaniem materiału jądra komety, w rzeczywistości działają jak silniki odrzutowe, powodując zmianę ruchu (a więc i parametrów orbity) komety. Marsden i Zdenek Sekanina opracowali wspólnie program komputerowy, który jest nadal używany do obliczania orbit komet.
W 1964 Centralne Biuro Telegramów Astronomicznych (CBAT) zostało przeniesione do Smithsonian Astrophysical Observatory, którego Marsden był dyrektorem od 1968 (jako następca Owena Gingericha) do 2000 (zastąpiony potem przez Daniela Greena). W 1978, gdy na emeryturę przeszedł Paul Herget, Minor Planet Center zostało przeniesione z Cincinnati Observatory do Smithsonian Astrophysical Observatory i jego kierownictwo powierzono Marsdenowi (kierował nim do 2006; zastąpił go potem Timothy Spahr). W CBAT Marsden pełnił różne role, ale zawsze współpracował z innymi w celu poprawy jego funkcjonowania.
W 1998 zyskał rozgłos wśród opinii publicznej, kiedy ogłosił, że asteroida 1997 XF11 może trafić w Ziemię.
Zmarł 18 listopada 2010, po długiej chorobie.

## Główne osiągnięcia naukowe
Marsden zajmował się odnajdywaniem zagubionych komet i zagubionych planetoid, dla których dane obserwacyjne nie były wystarczające do dokładnego obliczenia orbity. Charles Alcock, dyrektor Harvard-Smithsonian Center for Astrophysics, określił Marsdena jako „jednego z najbardziej wpływowych badaczy komet XX wieku, a już na pewno jednego z najbardziej barwnych”.
Dzięki swoim wyliczeniom Marsden potrafił trafnie wskazać miejsce i czas pojawienia się zagubionej komety 9P/Tempel 1. Wyliczył, że kometa ta zbliżyła się do Jowisza podczas przelotu w latach 1941 (na odległość 0,41 j.a.) i 1953 (na odległość 0,76 j.a.) Uwzględniając w swoich rachunkach zakłócenia orbity komety, jakie w jej ruchu spowodowały bliskie przeloty w pobliżu Jowisza, a także wpływ grawitacji pozostałych planet, wyliczył gdzie i kiedy w najbliższej przyszłości powinna być na niebie widoczna zagubiona kometa. W 1967 amerykańska obserwatorka komet Elizabeth Roemer zrobiła zdjęcie sugerowanego przez Marsdena fragmentu nieba, na którym powinna bardzo słabym blaskiem świecić poszukiwana kometa. Nie licząc jednak zbytnio na jej odnalezienie, opracowywaniem fotografii zajęła się dopiero po roku. A jednak na wykonanym przez nią zdjęciu, bardzo blisko wyliczonej przez Marsdena pozycji, dostrzeżono na kliszy mgiełkę, która okazała się obrazem komety Tempel 1.
Jak wynika z jego autobiografii, Brian Marsden był szczególnie dumny, że przewidział powrót komety 109P/Swift-Tuttle w 1992. Kometa ta, odkryta w 1862, była niesłusznie oczekiwana w 1981, ale w 1973 Marsden stwierdził, że jest to ta sama kometa, którą wcześniej obserwowano w 1737, dzięki czemu był w stanie prawidłowo przewidzieć czas następnego powrotu.

## Nagrody i wyróżnienia
Na jego cześć w 1974 Międzynarodowa Unia Astronomiczna (IAU) nazwała asteroidę – (1877) Marsden.
Od jego nazwiska nazwano też jedną z grup komet muskające Słońce – grupę Marsdena (Machholtza).
- W 1965 otrzymał Medal Merlina od British Astronomical Association (BAA)[6].
- W 1979 otrzymał nagrodę im. Waltera Goodacre, BAA[6].
- W 1989 otrzymał Nagrodę George’a Van Biesbroecka od University of Arizona[7].
- W 1993 otrzymał Camus-Waitz Medal od Societe Astronomique de France[5].
- W 1995 otrzymał nagrodę Dirk Brouwer Award (DDA) od Wydziału Astronomii Dynamicznej, American Astronomical Society (AAS)[8].
- W 2001 otrzymał Premio Gian Battista Lacchini od włoskiej Unii Miłośników Astronomii[9].
- W 2006 otrzymał nagrodę Award for Service to Astronomy and Geophysics od Royal Astronomical Society[5].